# Lipowa Wschodnia
Lipowa Wschodnia – przystanek kolejowy w Lipowej, w gminie Śliwice, w powiecie tucholskim, w województwie kujawsko-pomorskim.
Przystanek obsługują pociągi Arriva RP, a 31 grudnia okazjonalny pociąg sylwestrowy BOROVIA.
Przystanek nie posiada ani wiaty przystankowej, ani budynku stacyjnego.